# Polyplectron schleiermacheri
El espolonero de Borneo (Polyplectron schleiermacheri) es una especie de ave galliforme de la familia Phasianidae en peligro de extinción, pues sólo se encuentra en algunas selvas de la isla de Borneo. No se conocen subespecies.